# Jupânești (okręg Gorj)
Jupânești – wieś w Rumunii, w okręgu Gorj, w gminie Jupânești. W 2011 roku liczyła 651 mieszkańców.